# Lokasenna

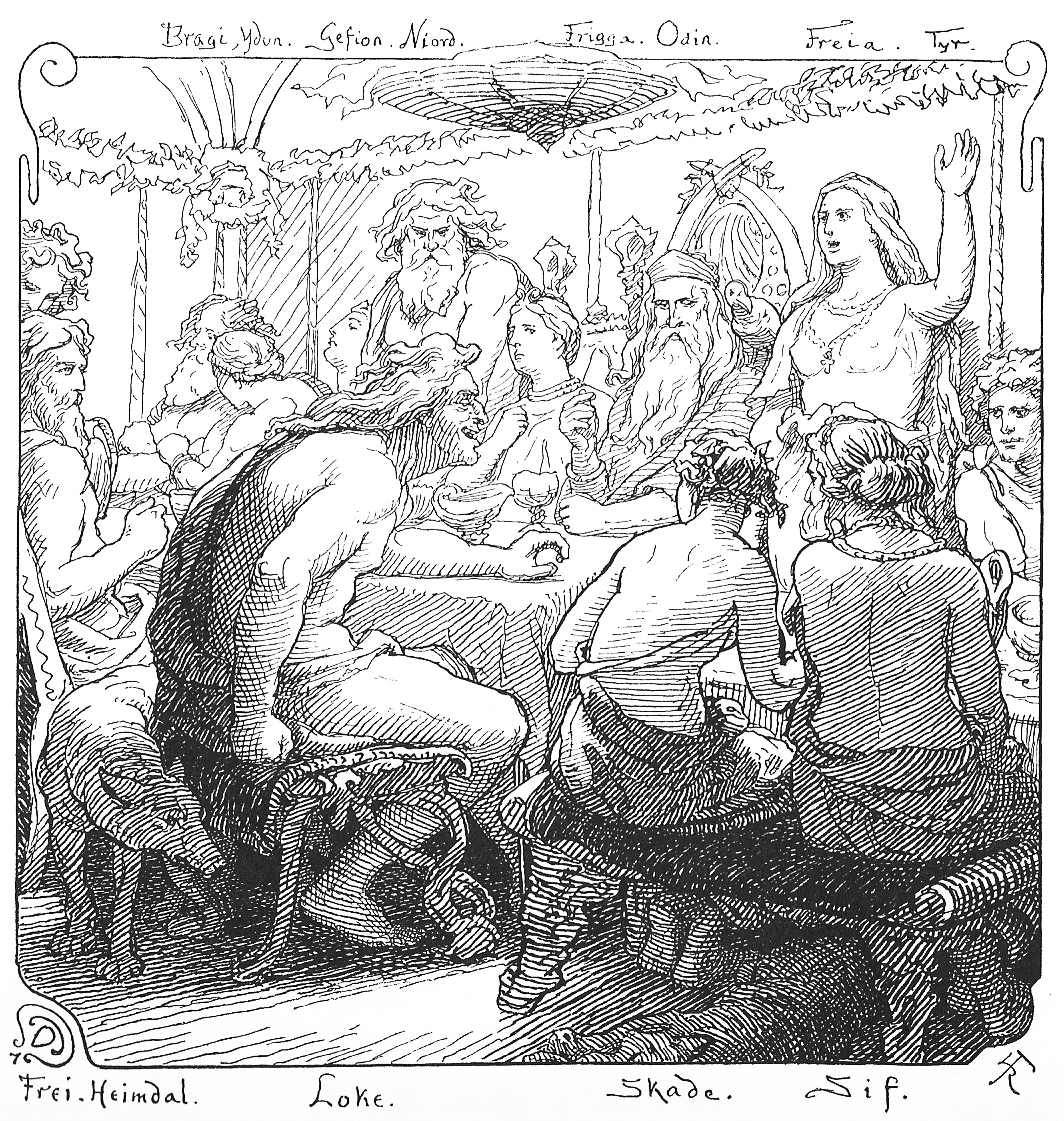
De goden zijn verzameld voor een feestmaal

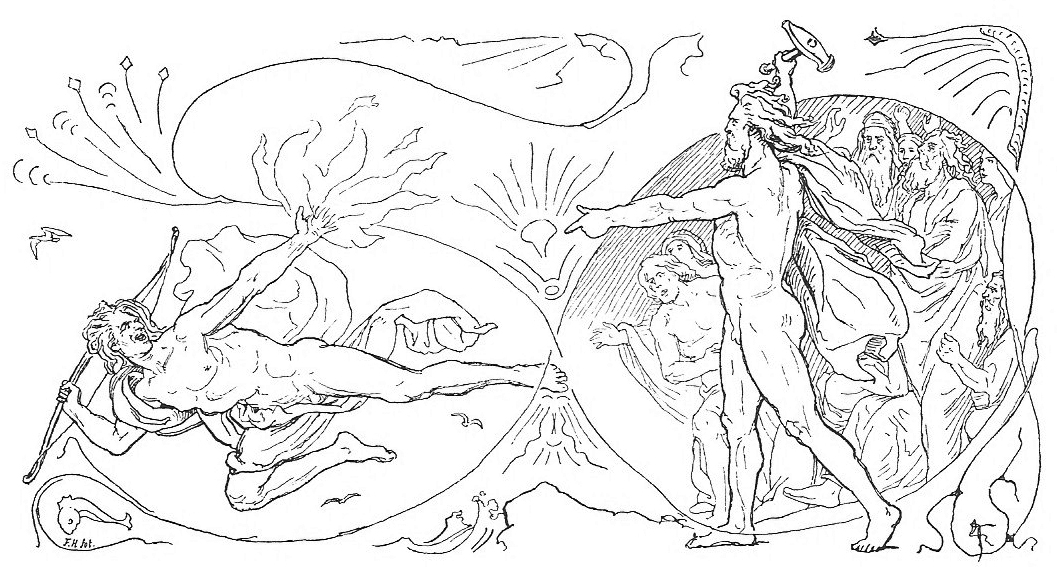
Loki verlaat de hal en bedreigt de goden met vuur

De Lokasenna (Loki's scheldrede of twistrede) is een mythologisch gedicht uit de Poëtische of Oudere Edda. Het toont aan dat er in de visie van de oude Germaanse stammen voor elke kracht een tegenkracht is en dat de goden niet noodzakelijk beperkt zijn tot het goede alleen. De Lokasenna is een stuk literatuur van de meest profane soort.

## Situering
Jan de Vries e.a. suggereren dat deze scheldverzen een neerslag zouden kunnen zijn van de publiek beïnvloede opinie (door het oprukkende christendom) die het beeld van de traditionele godheden deed afkalven en vervormen. De inhoud doet volgens hem denken aan de wijze waarop oude kerkvaders de zogenaamd 'immorele' mythen van de Griekse goden bestreden.
De dichter heeft er zelfs niet voor geschroomd om valse aantijgingen met ware beschuldigingen te vermengen, zo meldt hij. 
Volgens Lee M. Hollander, in diens introductie tot het gedicht, was het voor de 'believers' geenszins een populair gedicht, en moeten we niet denken dat de beschuldigingen van de 'sluwe god' door iedereen werden aanvaard. 
Maar ondanks dat, levert het Lokasenna gedicht heel veel randinformatie op over de heersende goden en hun doen en laten. Niet het minst het karakter van Loki zelf, die voor de Noorderling overkwam zoals ongeveer een columnist van de roddelpers in onze tijd, slinks en sluw modder oprakelend.

## Informatieve waarde
Veel facetten van goddelijke listigheid, inzicht en bedrog van Loki zelf worden in het licht gesteld, samen met de onvermijdelijke tekorten van de verschillende heersende machten waarmee Loki het voortdurend aan de stok heeft. Men mag daarbij niet vergeten dat Loki zelf niet alleen de heersende macht van de kwaadwilligheid is, maar bovendien een hoogst ontwikkelde vaardigheid bezit om met woorden te werken, die vol valse listigheid en eloquentie zijn.

## Inhoud

### Scène
De scène is die van een groot feest bij de oceaangod Aegir (in een mooi staaltje van continuïteitszorg meldt de proza introductie: "Aegir, ook Gymir genaamd, had mede gemaakt voor de Asen, toen hij de gigantische ketel had gekregen waarover werd verhaald" (zie Hymiskviða)).
Thor was er niet, maar wel zijn vrouw Sif en Bragi met zijn vrouw Iðunn. Týr, die nu eenhandig was als gevolg van zijn offer in een schermutseling met een zoon van Loki, de wolf Fenrir, was aanwezig, evenals Njǫrðr en diens vrouw Skaði, Freyr en Freyja, evenals Vidar, zoon van Odin. En nog vele andere Vanir, Æsir, en ook Alven waren erbij. En natuurlijk aanvankelijk ook Loki zelf.

### Verhaal
De dienaren van Aegir, Fimafengr en Eldir waren druk bezig het de gasten naar de zin te maken, maar Loki werd jaloers op de lof die zij daarvoor toegezwaaid kregen en sloeg Fimafengr neer. Daarop ontstaken de goden in toorn tegen Loki en dreven hem de hal uit, waarna zij zich verder aan het feest wijdden. Loki keerde weer en ontmoette Eldir, aan wie hij onder bedreiging vroeg waarover de aanwezigen het ondertussen hadden gehad. Eldir antwoordt, dat ze het over hun macht met wapens hadden en dat Loki persona non grata was.
Maar Loki gaat dan weer de hal binnen en wanneer er stilte valt, doet hij beroep op de regels der gastvrijheid, en vraagt een zetel en mede. Bragi antwoordt, dat hij niet welkom is. Daarop vraagt Loki genoegdoening van een oude eed, die met Odin was gezworen, dat zij samen zouden drinken. Dan vraagt Odin zijn zoon Vidar, plaats voor Loki te maken.
Vidar staat op en giet een beker vol voor Loki. Alvorens zijn drank op te drinken brengt Loki dan een toost uit op de goden, maar sluit daarbij uitdrukkelijk Bragi uit. Daardoor ontketent hij de twist, waar hij in het gedicht een voor een alle aanwezigen betrekt, door ze op hun tekorten te wijzen. 
Uiteindelijk komt Thor binnen. Hij is niet gebonden door de regel op de vrijplaatsen (waar geweld noch seks wordt toegelaten) en bedreigt Loki met zijn hamer. Daarop verlaat Loki de feesthal.
Tot slot is er nog een prozaverhaal over het vastbinden van Loki. Hij werd door de goden in de Frananger rivier gegrepen, nadat hij zich vruchteloos als zalm had vermomd en aan drie rotsen gebonden, waarboven Skaði een slang plaatste die bijtend gif op hem druppelde. Zijn vrouw Sigyn houdt een beker tussen hem en de slang om hem wat te sparen, maar telkens wanneer ze die beker moet gaan leeggieten siddert en davert Loki van de pijn. Dat zou volgens de legende de oorzaak van aardbevingen zijn.
De Lokasenna zegt niet rechtstreeks dat het binden van Loki het gevolg was van zijn rol bij de dood van Baldr, maar dat wordt wel in de Proza-Edda vermeld.

## Mythische betekenis
Het thema borduurt verder op de onsterfelijkheidsdrank, zoals dit eveneens in andere mythologieën voorkomt. In de Indiase mythologie hebben de goden de drank verworven, amrita, en houden daarom een gemeenschappelijk maal. Een demon dringt het godengezelschap binnen, maar valt door de mand en wordt gedood. Het neerploffend lichaam veroorzaakt een aardbeving. 
Ook in de Griekse mythologie keert dit motief terug. Tantalus is hier degene, die zich aan het godenmaal mee aanzet en er zelfs de ambrosia steelt, maar ook hij ontloopt zijn straf daarvoor niet. Volgens Jan de Vries behoren de drie mythen tot dezelfde mythengroep. Alleen heeft de dichter van de Lokasenna het zwaartepunt verlegd en uitgebreid Loki's uitdagende spot in het licht gezet, waarbij de mythe zelf als een soort omlijsting is gebruikt.
Veel auteurs zien het ontstaan van het gedicht dan ook in de tijd na de komst van het christendom, al wordt er tegenwoordig ook wel aandacht gegeven aan het feit dat de weergave van mensachtige tekorten in de beelden van goden algemeen gangbaar is in niet-christelijke mythologieën. De Lokasenna is dan ook vooral humoristisch bedoeld, wat echter niet noodzakelijk betekent, dat de auteur zelf niet in de goden geloofde.

### Engelse vertalingen
- Lokasenna Translation and commentary by Henry A. Bellows
- Ægisdrekka, eða Lokasenna, eða Lokaglepsa Translation by Benjamin Thorpe
- Lokasenna Translation by W. H. Auden and P. B. Taylor
- The Feast of Ager Translation by A. S. Cottle

### Oudnoordse edities
- Lokasenna Sophus Bugges editie van de manuscripttekst
- Lokasenna Guðni Jónssons editie van de tekst met genormaliseerde spelling